# Kanton Pierre-de-Bresse
Kanton Pierre-de-Bresse (francouzsky Canton de Pierre-de-Bresse) je francouzský kanton v departementu Saône-et-Loire v regionu Burgundsko. Tvoří ho 17 obcí.

## Obce kantonu
- Authumes
- Beauvernois
- Bellevesvre
- La Chapelle-Saint-Sauveur
- Charette-Varennes
- La Chaux
- Dampierre-en-Bresse
- Fretterans
- Frontenard
- Lays-sur-le-Doubs
- Montjay
- Mouthier-en-Bresse
- Pierre-de-Bresse
- Pourlans
- La Racineuse
- Saint-Bonnet-en-Bresse
- Torpes